# Medokan Semampir
Medokan Semampir is een bestuurslaag in het regentschap Soerabaja van de provincie Oost-Java, Indonesië. Medokan Semampir telt 17.217 inwoners (volkstelling 2010).